# Tajgavargspindel
Tajgavargspindel (Pardosa lasciva) är en spindelart som beskrevs av Ludwig Carl Christian Koch 1879. Tajgavargspindel ingår i släktet Pardosa och familjen vargspindlar. Arten är reproducerande i Sverige. Inga underarter finns listade i Catalogue of Life.